# Thomas Allen
Thomas Allen CBE (Seaham Harbour, Durham, Regne Unit, 10 de setembre de 1944) és un baríton britànic.
Després d'estudiar al Royal College of Music de Londres, debutà en un modest paper a La traviata de la Wales National Opera 1969, però aviat es distingí en rols més destacats, sobretot mozartians, com el del comte d'Almaviva de Le nozze di Figaro, el Guglielmo a Così fan tutte i el de Papageno de La flauta màgica.

## El Liceu
El 1971, debutà en el Covent Garden de Londres en el paper de Donald de Billy Budd, de Benjamin Britten, paper que també cantà en el seu debut en el Liceu de Barcelona (1975), i des de llavors ha estat una figura prominent del món operístic britànic i internacional. Aquest mateix any debutà com a solista en el Festival de Glyndebourne (abans hi havia cantat en el cor) i el 1981 va fer el debut en el Metropolitan de Nova York cantant el paper de Papageno.
El 1983, es presentà en l'Òpera de Viena en un nou rol: el de Ford a Falstaff, de Giuseppe Verdi, Malgrat això, la seva carrera s'ha valorat especialment per les seves interpretacions mozartianes, que constitueixen una part molt important de les seves nombroses gravacions discogràfiques.
La temporada 1990-1991 canta Don Giovanni al Liceu. El 1998 feu un recital al Palau de la Música de Barcelona dins del cicle Lied al Palau.

## Vida personal
Sir Thomas Allen actualment resideix a Londres amb la seva esposa, Jeannie i el seu únic fill, Stephen.

## Honors
- Bayerischer Kammersänger, premi per la Bavarian State Opera.
- Membre Honorari de la Royal Academy of Music.
- Professor del Príncep Consort en el Royal College of Music.
- Membre Visitador del Professorat d'Estudis a l'Oxford University.
- Company Honorari del Jesus College, d'Oxford
- Company del Royal College of Music
- Company de l'University of Sunderland
- Masters de grau per l'University of Newcastle upon Tyne
- Doctor en Musica per la Durham University i la University of Birmingham
- En el 1989 nou any d'honors li fou concedida l'Ordre de l'Imperi Britànic
- En el 1999 Honors Reials d'aniversari per la seva feina en el Knight Bachelor

Va ser inclòs en els crèdits dels films The Real Don Giovanni i Mrs Henderson Presents.

## Discografia seleccionada
- Duruflé: Rèquiem, Murray; English Chamber Orchestra, dirigida per Best
- Gluck: Iphigénie en Tauride, Montague, Aler, Massis; Orchestre de l'Opéra de Lyon, dirigida per Elliot Gardiner
- Massenet: Werther, Carreras, von Stade; Royal Opera House Orchestra, dirigida per sir Colin Davis
- Mozart: Don Giovanni, Vaness, Ewing, Lewis, van Allan, Rawnsley; Philarmonic Orchetra, dirigida per Bernard Haitink
- Mozart:  Le nozze di Figaro, Te Kanawa, Popp, Ramey; von Stade, Moll; London Philarmonic Orchestra, dirigida per sir Georg Solti
- Spontini: La Vestale, Ricciarelli, Baltsa, Carreras, Raimondi, Burchuladze; Berliner Philharmoniker, dirigida per Herbert von Karajan
- Tippett: King Priam, Tear, Bailey, Palmer; London Sinfonieta, dirigida per Atherton